# Unloved
Unloved (auch: UN loved) ist ein romantisches Filmdrama von Regisseur Kunitoshi Manda aus dem Jahr 2001. Die Inszenierung ist Mandas Spielfilmdebüt und handelt von einer standhaften Japanerin, die mit sich und ihrer Umwelt in stillem Einklang lebt, sich dann aber zwischen zwei grundverschiedenen Männern entscheiden muss.

## Handlung
Tokio in der Gegenwart. Mitsuko ist eine unauffällige, allein lebende Angestellte in den Dreißigern, die zufrieden und voller Optimismus ihr Dasein bestreitet. Die bescheidene Sachbearbeiterin liebt die Einfachheit der Dinge, gesellschaftlichen und beruflichen Ambitionen zum Trotz. Eines Tages fällt die zurückhaltende Frau dem stets grimmigen Geschäftsmann Eiji auf, der sie etwas plump umwirbt. Die beiden unterschiedlichen Charaktere werden schließlich ein Paar.
Das gemeinsame Glück will sich in der Folge allerdings nicht einstellen. Mitsuko fühlt sich abseits ihrer biederen Kleidung und der vertrauten Umgebung unwohl. Der erfolgsorientierte IT-Unternehmer passt irgendwie nicht zu ihrem ruhigen und bescheidenen Leben. Als sie Eiji von ihren Gefühlen berichtet, stößt sie auf Unverständnis. Der gesellschaftliche Unterschied lässt sie zweifeln. Die Beziehung zerbricht.
Wenig später lernt Mitsuko ihren Nachbarn Hiroshi kennen, einen schüchternen 28-jährigen Lagerarbeiter aus einfachen Lebensverhältnissen. Der Mann übt sogleich eine gewisse Faszination auf sie aus. Mitsuko hofft einen ambitionslosen Seelenverwandten gefunden zu haben. Die Liebe wird allerdings durch einen nächtlichen Besuch des verschmähten Eijis getrübt. Die Gegenwart des erfolgreichen und selbstbewussten Nebenbuhlers verändert Hiroshi nachhaltig. Getrieben von Minderwertigkeitsgefühlen zieht er sich, Mitsukos Zuneigung nicht sicher, selbstmitleidig zurück. Der wortkarge Hilfsarbeiter beneidet Eiji um dessen Lebensstil, weil er irrtümlich meint, seiner Angebeteten mehr bieten zu müssen. Es kommt zu Streitigkeiten. Mitsukos Illusion, eine ihr verwandte Seele gefunden zu haben, zerbricht. Am Ende kämpft sie mit Tränen um Hiroshis Liebe. Als sich der Auserwählte selbstständig auf seine Vernunft besinnt, steht einem glücklichen Miteinander nichts mehr im Wege.

## Hintergrund
Regisseur Kunitoshi Manda, Jahrgang 1956, arbeitete zuvor als Co-Drehbuchautor und Regieassistent für Kiyoshi Kurosawa, darunter für Kanda-gawa inran senso (Kandagawa Wars, 1983) und Do-re-mi-fa-musume no chi wa sawagu (The Excitement of the Do-Re-Mi-Fa Girl, 1985), gefolgt von Regiearbeiten für TV-Produktionen und Kurzfilmen. Unloved ist Mandas erster abendfüllender Spielfilm.
Eine 117-minütige Fassung der Dreiecksgeschichte wurde in Cannes 2001 uraufgeführt, preisgekrönt in der Section parallèle. Danach wurde Unloved auf mehreren Festivals gezeigt. In Japan erschien das Werk am 25. Mai 2002, in Deutschland am 31. Oktober 2002 in Originalsprache mit deutschen Untertiteln.

## Kritiken
Das Lexikon des internationalen Films schreibt, Unloved sei eine „radikale Studie über einen unzeitgemäßen Charakter, die durch ihre extrem reduzierte, kontemplative Bildsprache“ fasziniere. Die Inszenierung sei „psychologisch fein gesponnen und als Gegenentwurf zum Entwicklungsparadigma der Moderne nicht ohne kulturkritische Untertöne“. Ferner könne der Film vor allem durch „seine filmischen Qualitäten“ bestechen.
Die Filmzeitschrift Cinema bezeichnet in ihrer Onlineausgabe das Werk als „präzises Portrait“ einer „ungewöhnlichen Heldin“.
Harald Peters widmet sich in der taz dem „Problem totaler Zufriedenheit“. Der Regisseur werfe „Fragen von philosophischer Tragweite“ auf, die die Figuren wie in einem „Laborversuch“ durchzuspielen haben. Folglich agieren Mandas Charaktere „wie bei einem Brettspiel“ durch „angenehm schlichte Kulissen“.

## Auszeichnungen
Internationale Filmfestspiele von Cannes 2001
- Der Film wurde mit zwei Nebenpreisen bedacht, darunter dem Prix Futur talent sowie dem Prix Grand rail d’or[7]

Japanese Professional Movie Awards 2003
- Preis in der Kategorie Beste Schauspielerin für Yōko Moriguchi
- Preis in der Kategorie Beste Regie für Kunitoshi Manda (gemeinsam mit Akihiko Shiota für Harmful Insect)